# Justin Strnad
Justin Strnad (Palm Harbor, 21 agosto 1996) è un giocatore di football americano statunitense che milita nel ruolo di linebacker per i Denver Broncos della National Football League (NFL).

## Carriera universitaria
Strnad giocò a football alla Wake Forest University dal 2016 al 2019. Passò il suo primo anno al college come redshirt, allenandosi con la squadra e non partecipando alle partite. Da sophomore guidò la squadra in tackle e intercetti negli special team, per poi diventare titolare l'anno dopo, ricevendo una menzione d'onore come All-ACC. 
Nell'ultimo anno fece registrare 2 sack e un intercetto, prima di terminare in anticipo la stagione per un infortunio.

## Carriera professionistica
Strnad venne scelto nel corso del quinto giro (178º assoluto) del Draft NFL 2020 dai Denver Broncos.